# Судислав Володимирович
Судисла́в Володи́мирович (д.-рус. Сꙋдисла́въ Володи́мировичъ; 984—1063) — князь псковський (1014—1036). Представник династії Рюриковичів. Син великого київського князя Володимира Святославича. Молодший брат Ярослава Мудрого.

## Імена
- Судисла́в Володи́мирович — в українській історіографії з іменем по батькові.
- Судисла́в І Пско́вський — у західній історіографії з номером правителя і назвою князівства.

## Біографія
За припущенням Леонтія Войтовича Судислав народився між 983 і 988 роками, близько 984 року. Судячи з імені, його матір'ю була п'ята дружина Володимира — Адель, донька перемишльського князя одного з хорватських князівств. Судислав був її другим сином, молодшим братом Станіслава.
Згідно з Никонівським літописом, 1014 року Судислав отримав від батька Володимира Псковський уділ, виділений зі складу Новгородського князівства. Ця подія супроводжувалася протистоянням Володимира із його сином Ярославом, що на той час займав престол князя новгородського. Войтович припускав, що саме утворення цього уділу викликало конфронтацію Ярослава з батьком.
Судислав не брав участі в усобиці, але побоювався Ярослава. Згодом він залишався осторонь воєн Володимировичів за київський престол у 1015–1019 роках. Судислав не втручався у війни Ярослава з Полоцьком, поляками і Мстиславом. Проте саме перемога Мстислава допомогла йому зберегти Псковський уділ, що було зафіксовано в угоді 1026 року в Городці.
Після смерті Мстислава в 1036 році, Ярослав ліквідував Псковське князівство, а самого Судислава кинув до в'язниці. Останній пробув у ній 23 роки.
1058 року, по смерті Ярослава, триумвіри Ізяслав, Святослав і Всеволод звільнили дядька Судислава, але зажадали від нього відмови від права на київський престол. Того ж року Судислав прийняв чернечий постриг у Київському Георгіївському монастирі, де й помер 1063 року маючи майже 80 років і прожив найдовше з князів ІХ-Х ст за винятком Ольги . Був похований в церкві св. Юрія, де існувала надгробна плита з епітафією.

## Сім'я
- Батько: Володимир (963? —1015), князь новгородський (970—980), великий князь київський (980—1015)
- Матір: Адель — можливо була донькою перемишльського князя одного з хорватських князівств.
- Брати і сестри:
  - Вишеслав (бл. 980—бл. 995? до 1010), князь новгородський (990—1010)
  - Ізяслав (981—1001), князь полоцький (бл.990—1001)
  - Святополк (981—після 1019), князь турівський (990—1015), великий князь київський (1015—1019)
  - Святослав (бл.982—1015), князь древлянський (990—1015)
  - Ярослав (бл.983—20.02.1054), князь ростовський (990—?), великий князь київський (1015—1054)
  - Мстислав (бл.983—1036), князь тмутороканський (бл. 990/1010—1023), чернігівський (1015—1036)
  - Предслава (між 983/986— після 1011 до 1042) ∞ наложниця польського короля Болеслава І
  - Всеволод (між 983/984—до 1015), князь володимирський (990—1008/1013)
  - Станіслав (бл.985—до 1015), князь смоленський (990—1015)
  - Борис (л.986? —1015), князь ростовський (1010—1015)
  - Гліб (бл.987 ? —1015), князь муромський (1013—1015)
  - Прямислава (бл.987/988—?) ∞ Ласло Лисий, угорський князь
  - NN Володимирівна (?—?) ∞ Бернгард II, маркграф Північної марки
  - Позвізд (до 988/989—1015 ?), мав володіння на Волині.
  - Добронега (до 1011—1087) ∞ Казимир І, князь польський

### Родовід
|  |                                       |  |  |  |  |  |  |  |  |  |  |  |  |  |  |  |
|  | 4. Святослав, великий князь київський |  |  |  |  |  |  |  |  |  |  |  |  |  |  |  |
|  |                                       |  |  |  |  |  |  |  |  |  |  |  |  |  |  |  |
|  |                                       |  |  |  |  |  |  |  |  |  |  |  |  |  |  |  |
|  | 2. Володимир, великий князь київський |  |  |  |  |  |  |  |  |  |  |  |  |  |  |  |
|  |                                       |  |  |  |  |  |  |  |  |  |  |  |  |  |  |  |
|  |                                       |  |  |  |  |  |  |  |  |  |  |  |  |  |  |  |
|  | 5. Малуша, ключниця                   |  |  |  |  |  |  |  |  |  |  |  |  |  |  |  |
|  |                                       |  |  |  |  |  |  |  |  |  |  |  |  |  |  |  |
|  |                                       |  |  |  |  |  |  |  |  |  |  |  |  |  |  |  |
|  | 1. Судислав, князь псковський         |  |  |  |  |  |  |  |  |  |  |  |  |  |  |  |
|  |                                       |  |  |  |  |  |  |  |  |  |  |  |  |  |  |  |
|  |                                       |  |  |  |  |  |  |  |  |  |  |  |  |  |  |  |
|  | 6. невідомо                           |  |  |  |  |  |  |  |  |  |  |  |  |  |  |  |
|  |                                       |  |  |  |  |  |  |  |  |  |  |  |  |  |  |  |
|  |                                       |  |  |  |  |  |  |  |  |  |  |  |  |  |  |  |
|  | 3. Адель, хорватка                    |  |  |  |  |  |  |  |  |  |  |  |  |  |  |  |
|  |                                       |  |  |  |  |  |  |  |  |  |  |  |  |  |  |  |
|  |                                       |  |  |  |  |  |  |  |  |  |  |  |  |  |  |  |
|  | 7. невідомо                           |  |  |  |  |  |  |  |  |  |  |  |  |  |  |  |
|  |                                       |  |  |  |  |  |  |  |  |  |  |  |  |  |  |  |
|  |                                       |  |  |  |  |  |  |  |  |  |  |  |  |  |  |  |

### Монографії
- Войтович Л. 3.1. Династія Рюриковичів. //  Князівські династії Східної Європи (кінець IX — початок XVI ст.). Львів: Інститут українознавства, 2000.
- Рыдзевская Е. А. Древняя Русь и Скандинавия IX—XIV вв. — Москва, 1978.
- Древняя Русь в свете зарубежных источников / под ред. Е. А. Мельниковой. — Москва: Логос, 1999. ISBN 5-88439-088-2

### Довідники
- Котляр М. Ф. Судислав Володимирович // Енциклопедія історії України : у 10 т. / редкол.: В. А. Смолій (голова) та ін. ; Інститут історії України НАН України. — К. : Наукова думка, 2012. — Т. 9 : Прил — С. — С. 889. — ISBN 978-966-00-1290-5.